# Lucy Tulugarjuk
Lucy Tulugarjuk (Igloolik, Nunavut, 28 de febrer de 1975) és una actriu, cantant de gola i directora inuit. És directora executiva de la xarxa de televisió independent de Nunavut.

## Carrera
Tulugarjuk és coneguda per protagonitzar la pel·lícula de l'any 2001 Atanarjuat: The Fast Runner, amb la que va guanyar el premi a la millor actriu del Festival de cinema indi americà. L'any 2015, va actuar a la pel·lícula Maliglutit.
L'any 2017 va dirigir el seu primer llargmetratge Tia and Piujuq (Inuktitut: ᑏᐊ ᐊᒻᒪᓗ ᐱᐅᔪᖅ ). La pel·lícula comptava amb Marie-Hélène Cousineau com a productora i la filla de Tulugarjuk en el paper principal com a Piujuq.
Amb Carol Kunnuk fou codirectora, coguionista i coprotagonista de la pel·lícula Tautuktavuk (What We See), que es va estrenar al Festival Internacional de Cinema de Toronto el 2023 i va guanyar el premi Amplify Voices a la millor primera pel·lícula.
Actua com a cantant de gola, l'any 2014 es va negar a actuar per a la diputada de Nunavut Leona Aglukkaq en protesta per les proves sísmiques del seu govern. Aquell any, va portar una pell de foca a l'espectacle Gone Wild a Fort Smith, Territoris del Nord-oest per donar suport a la cultura inuit. L'any 2016, també va demanar la dimissió del successor d'Aglukkaq com a diputat, Hunter Tootoo.
És directora executiva de Nunavut Independent Television Network, un servei d'Isuma amb seu a Igloolik. L'any 2021, Isuma va llançar Uvagut TV, un canal en línia 24 hores al dia, 7 dies de la setmana, dedicat a la programació en llenguatge inuktitut, del qual Tulugarjuk és directora general. Tulugarjuk va informar que veu el canal com "una eina per preservar i revitalitzar la llengua i la cultura del poble inuit".

## Filmografia

### Com a actriu
| Any  | Títol                                    | Rol                | Notes                           |
| ---- | ---------------------------------------- | ------------------ | ------------------------------- |
| 2001 | Atanarjuat: The Fast Runner              | Puja               |                                 |
| 2005 | L'iceberg                                | Nattikuttuk        |                                 |
| 2006 | The Journals of Knud Rasmussen           | Nuvvija            |                                 |
| 2007 | Issaittuq                                |                    | Títol traduit com 'Impermeable' |
| 2013 | Maïna                                    | Aasivak            |                                 |
| 2016 | Searchers                                |                    | 'Maliglutit' a Ikutitut.        |
| 2018 | Tia and Piujuq                           | Tarriagsuk Ansaana |                                 |
| 2020 | Angakusajaujuq: The Shaman's Apprentice  | Jove Shaman        |                                 |
| 2023 | Tautuktavuk (What We See)                | Uyarak             |                                 |
| 2025 | Untitled eighth Mission: Impossible film | No acabat          |                                 |

### Com a cineasta
| Any  | Títol                          | Rol                                  | Notes                                            |
| ---- | ------------------------------ | ------------------------------------ | ------------------------------------------------ |
| 2006 | The Journals of Knud Rasmussen | Escriptora, directora, makeup artist | Credits com escriptora dels dialegs en Inuktitut |
| 2018 | Tia and Piujuq                 | Directora, guionista                 |                                                  |
| 2019 | Restless River                 | Co-productora                        |                                                  |
| 2023 | Tautuktavuk (What We See)      | Co-directora, coguionista, actriu    | amb Carol Kunnuk                                 |

## Premis i nominacions
| Curs | Premi                                       | Categoria                                         | Obra nominada                 | Resultat  |
| ---- | ------------------------------------------- | ------------------------------------------------- | ----------------------------- | --------- |
| 2001 | Festival de cinema indi americà             | Millor actriu                                     | Atanarjuat: El corredor ràpid | Guanyador |
| 2023 | Festival Internacional de Cinema de Toronto | Amplify Voices Premi canadenc BIPOC First Feature | Tautuktavuk (el que veiem)    | Guanyador |